# Walerian Gaprindaszwili
Walerian Gaprindaszwili (gruz. ვალერიან გაფრინდაშვილი, ur. 2 stycznia 1889 w Kutaisi, zm. 31 stycznia 1941) – gruziński poeta.

## Życiorys
W 1914 ukończył studia na Wydziale Prawnym Uniwersytetu Moskiewskiego. Pierwsze wiersze pisał po rosyjsku, w 1919 wydał pierwszy zbiór poezji pt. Sumierki (Daisebi; Zmierzch), utrzymywany w poetyce symbolizmu. Był jednym z założycieli grupy symbolistów skupionych wokół czasopisma "Cisperi rkebi". Po radzieckim podboju Gruzji w 1921 odszedł od symbolizmu i zaczął pisać wiersze o rewolucji, w tym o Komunie Paryskiej i o Leninie, a później również o industrializacji kraju. Tłumaczył na rosyjski poezję Nikoloza Barataszwilego. Był również autorem przekładów na gruziński poetów rosyjskich, francuskich, niemieckich i angielskich